# Xsun

Xsun é um servidor de ecrã

Xsun é um implementação do servidor X Window System (X11) incluído com o sistema operacional Solaris, desenvolvido pela Sun Microsystems. Ele substituiu o antigo servidor "Xnews", que suporta a exibição de não apenas aplicações X11, mas também NeWS e programas SunView. Xsun removeu suporte para esses ambientes legados, e adicionou suporte para Display PostScript.
Xsun foi lançado como parte do Solaris 2.3 em novembro de 1993. Ele foi originalmente baseado no X11 Release 5, a versão incluída com o Solaris 10 é baseado no X11R6.6.
Solaris 10 inclui tanto Xsun e  servidor X.Org, o software de fonte aberta é implementação de referência do X, baseado em X11R7. O "Xorg" é o servidor mais usado para sistemas x86, o servidor Xsun continua a ser o mais comumente usado para sistemas SPARC; suporte Xorg para SPARC só foi acrescentado no Solaris 10 8/07, e tem o suporte de driver muito limitada. O projeto OpenSolaris afirmou que a futura direção do suporte X é através de implementar o Xorg.  Oracle Solaris 11 lançado em novembro de 2011, inclui apenas a implementação do servidor Xorg X11 (X.org 1.10.3), portanto, implementação Xsun foi rejeitada.
Ao contrário de XFree86, XSun implementado mode setting baseado em núcleo para alguns driver de dispositivos gráficos.